# Ніколь Остін
Ніко́ль Наталі́ Ме́рроу, до шлюбу О́стін (англ. Nicole Natalie Marrow, née Austin; нар. 17 березня 1979) — американська акторка, танцюристка та модель. Відома також як Коко Остін (Coco Austin), Коко (Coco), Коко Марі Остін (Coco Marie Austin), Коко Марі (Coco Marie), Коко-Ті (Coco-T).

## Біографія
Народилася в 1979 році у Тарзані, штат Каліфорнія, виросла поблизу півострова Палос Вердес. Батьки — Стів Остін (Steve Austin) і Тіна Остін (Tina Austin); батьки матері були родом із Сербії. Окрім Ніколь, у родині була молодша дочка Крісті Вілльямс і три молодших сини. Домашні звали Ніколь ім'ям «Коко»: один з братів не міг правильно вимовити ім'я «Ніколь» — виходило «Ко-ко», це підхопили й дорослі. Коли їй було 10 років, родина переїздить до Альбукерке у штаті Нью-Мексико. Остін починає займатися танцями (джаз, теп-данс, бальні танці).
Із січня 2002 р. одружена з репером Ice-T (Трейсі Мерроу). 4 червня 2011 р., з нагоди 10-річчя шлюбу, подружжя провело церемонію оновлення шлюбної присяги. Пара володіє нерухомістю у Норт-Бергені в Нью-Джерсі, а також будинком в Еджватері, збудованим в 2012 р. У листопаді 2015 Ніколь і Трейсі повідомили про народження дочки Шанель Ніколь (Chanel Nicole).

## Кар'єра
З 18 років Остін працює у модельному бізнесі: зйомках каталогів купальників і білизни, а також оголеного тіла (body modeling) для календарів і відео. У 1998 виграє мексиканський конкурс краси Miss Ujena («Міс Ухена»). У 2001 році Остін починає брати участь в еротичних зйомках у Playboy Mansion. Знімається у малобюджетних фільмах «для дорослих» (категорія R), таких як Southwest Babes (2001), Desert Rose (2002), і The Dirty Monks (2004).
Остін брала участь у телешоу і спеціальних телепередачах, наприклад Hip-Hop Wives, the Comedy Central Roast of Flavor Flav, RuPaul's Drag Race 5, The Late Late Show with Craig Ferguson, The Dr. Oz Show та Law & Order: Special Victims Unit.
У березні 2008 Остін з'являється на розвороті журналу Playboy, разом з чоловіком грає у фільмі Thira (інша назва — Santorini Blue). У червні 2008 Ніколь і Трейсі Мерроу беруть участь у добродійному ігровому шоу Celebrity Family Feud телекомпанії NBC, де змагаються проти Джоан і Мелісси Ріверз.
У грудні 2012 — вересні 2013 Остін грає провідну роль у лас-вегаському бурлескному ревю-шоу Peepshow.